# Игра в прятки (Во все тяжкие)
«Игра в прятки» (англ. Peekaboo) — шестой эпизод второго сезона американского драматического телесериала «Во все тяжкие», и тринадцатый во всём сериале. Сценарий написали Дж. Робертс и Винс Гиллиган, а режиссёром стал Питер Медак.

## Сюжет
Джесси получает адрес пары, которая ограбила Тощего Пита, и идёт в их дом. Он вламывается, не найдя никого дома в грязном и ветхом здании, кроме их маленького сына, который ничего не делает кроме просмотра телевизора. Джесси кормит его и укладывает его спать, когда он слышит, как пара возвращается домой. Он задерживает их, требуя назад свой кристаллический мет и его деньги. Они отдают ему часть мета, заявляя, что потеряли остальную часть, и показывают ему, что они украли банкомат, так что он получит свои деньги; они утверждают, что это было «преступление без жертв», но выясняется, что они убили человека во время кражи банкомата. Муж, Вафля (Дэвид Ури), безуспешно пытается открыть банкомат. В то время как Джесси занят игрой в «прятки» с сыном, жена вырубает его, крадя его пистолет и наркотики. Джесси просыпается и видит, что Вафля пытается вскрыть банкомат снизу. Его жена, разозлившись, что он всё время называет её «шалавой», толкает банкомат, раздавив мужа; она затем берёт наркотики и получает от них кайф на диване. Джесси поспешно забирает свой пистолет, деньги какие может, когда банкомат распахивается, и звонит по номеру 911. Он затем выносит сына наружу, говорит ему не возвращаться домой и убегает.
Уолт ведёт свой первый урок после завершения его химиотерапии. Дома, Скайлер получает звонок от Гретхен Шварц (Джессика Хект), которая, как считает Скайлер, платит медицинские счета Уолта. Скайлер приглашает ей в тот день, но быстро уходит, когда Уолтер приходит домой. Уолт спрашивает её, рассказала ли она им всё, на что она не отвечает. Уолт затем подвозит её до Санта-Фе, чтобы извиниться, за то что врал ей, но Гретхен требует знать, почему Уолт использовал её имя и как он платил за своё лечение. Гнев Уолта из-за того, что его вычеркнули из Серого вещества, выходит и он гневно отрицает её право на эту информацию, но она настаивает на том, что это он ушёл, выйдя из их прошлых отношений. Когда Уолт возвращается домой, Скайлер говорит ему, что звонила Гретхен, чтобы сказать, что они больше не будут
платить за лечение Уолта. Понимая, что его прикрытие не раскрыто, Уолт врёт и утверждает, что Шварцы обанкротились, но обещает, что они смогут найти необходимые деньги.

## Производство
Сценарий к эпизоду написали Дж. Робертс и Винс Гиллиган, а режиссёром стал Питер Медак. Премьера состоялась на канале AMC в США и Канаде 12 апреля 2009 года.

## Реакция критиков
Эпизод получил универсальную похвалу от критиков, и некоторые из них назвали одним из лучших эпизодов сериала. Донна Боумен из The A.V. Club дала эпизоду оценку A-, похвалив эпизод за замену ролей Джесси и Уолта.